# Retinopathie
Eine Retinopathie (von lateinisch retina ‚Netzhaut‘ und altgriechisch πάθος páthos ‚Leiden‘) ist eine Schädigung der Netzhaut des Auges. 
Nach der Ursache unterscheidet man beispielsweise
- diabetische Retinopathie (durch Diabetes mellitus verursachte Netzhauterkrankung)
- Retinopathia centralis serosa (schwellungsbedingte Netzhautabhebung)
- Retinopathia pigmentosa (angeborene Erbkrankheit der Netzhaut)
- hypertensive Retinopathie (durch Bluthochdruck verursachte Netzhauterkrankung)
- eklamptische Retinopathie (bei Schwangeren im Rahmen von Eklampsie auftretende Netzhauterkrankung)
- Retinopathia praematurorum (Netzhauterkrankung bei Frühgeborenen)
- Retinopathia solaris (Netzhautschädigung durch Sonnenlicht oder Laser)
- Valsalva-Retinopathie (Form der Netzhautblutung)

(Die Liste ist unvollständig)
Bei Kombination einer Retinopathie mit einer Erkrankung des Glaskörpers spricht man von Vitreoretinopathie.